# Nachrichtenblatt, Jüdische Wochenzeitung, Amtliches Organ für die Synagogen-Gemeinden Hannover und Braunschweig
Das Nachrichtenblatt, Jüdische Wochenzeitung, Amtliches Organ für die Synagogen-Gemeinden Hannover und Braunschweig, zeitweilig auch nur Nachrichtenblatt, Jüdische Wochenzeitung, Amtliches Organ für die Synagogen-Gemeinde Hannover, war eine von 1920 bis 1938 in Hannover erschienene jüdische Wochenzeitung. Das Blatt galt laut seinem Untertitel zugleich als amtliches Organ für die Gemeinde der hannoverschen und zeitweilig auch der braunschweigischen Synagoge.
Von 1924 bis 1938 gab Siegfried Bacharach die Zeitschrift heraus. So zeichnete er etwa für den 30. Dezember 1932 im Kopf der Zeitung „verantwortlich für Hannover“ unter der Adresse Wedekindstraße 6. Die Geschäftsstelle der jeweils freitags erschienenen Zeitung fand sich jedoch Am Clevertor 7, wo „Frau Dr. Katz“ auch die Anzeigen aufnahm.
„Für den übrigen Teil“ war L. Goldberg am Verlagsort Kassel, Kölnische Straße 77, I zuständig.

## Weblink
- Reiner Burger: Bis zum letzten Buchstaben. In: Frankfurter Allgemeine Zeitung, 9. November 2023